# Lepeophtheirus bifidus
Lepeophtheirus bifidus är en kräftdjursart som beskrevs av John Fraser 1920. Lepeophtheirus bifidus ingår i släktet Lepeophtheirus och familjen Caligidae. Inga underarter finns listade i Catalogue of Life.